# 옥포 해전

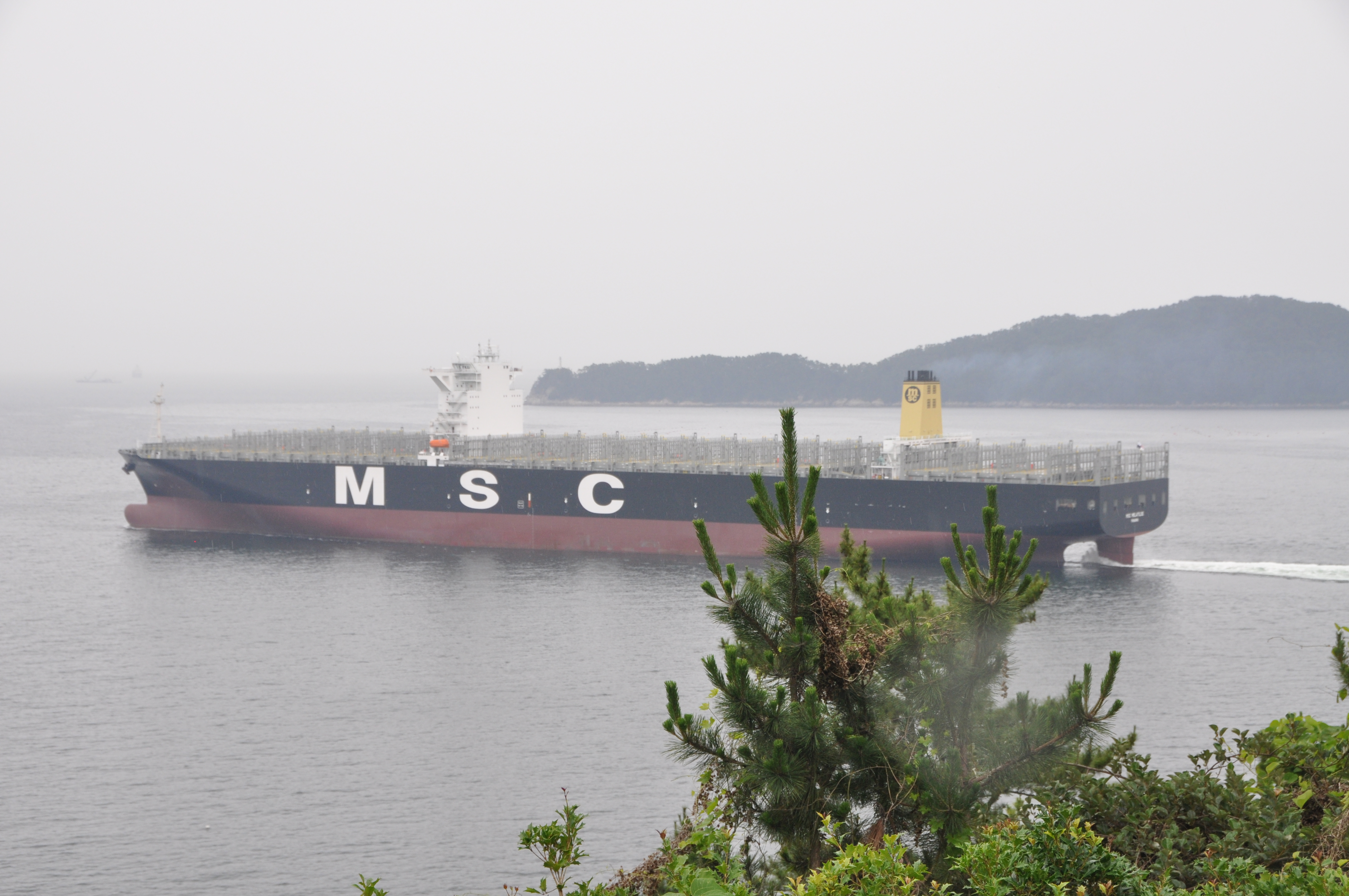
해전이 벌어졌던 옥포만에는 오늘날 대우조선해양이 건조한 배들이 지나간다

옥포 해전(玉浦海戰)은 1592년(선조 25) 음력 5월 7일(양력 6월 16일), 경상도 거제현 옥포 앞바다에서 이순신이 지휘한 조선 수군이 일본 수군의 도도 다카토라의 함대를 무찌른 해전이다. 이 해전은 충무공 이순신장군이 이룬 전승신화의 첫 승전이다.

## 전투 의의
- 전쟁 발발 후 조선군 및 조선수군의 첫 번째 승리라는 점

신각의 해유령 전투가 조선군의 첫 승리로 착각하는 사람들이 많은데 해유령 전투는 5월 16일이고 옥포해전은 5월 7일이므로 조선군의 첫승리는 옥포해전이 맞다. 다만 거리가 멀고 왜적들이 진을 쳐 이 소식이 해유령 전투보다 늦게 보고되어 착각되는걸로 여겨진다.

## 경과
총통(화포) 대 조총의 해전 한반도 남해안의 여러 섬과 포구를 장악한 일본 수군이 거제도 쪽으로 진출하자 원균은 전선과 무기들을 수장시키고 거느리고 있던 수군 10,000명을 해산시켰다. 그리고 옥포만호 이운룡, 영등포만호 우치적과 함께 남해현 앞바다에 머물러 있다 육지로 피할 예정이었다. 그러나 원균은 전라도·충청도 지방에 이르는 해로(海路)의 목줄인 옥포의 중요성을 뒤늦게 깨닫고 율포만호 이영남을 시켜 이순신에게 도움을 요청하였다. 이에 응하여 이순신은 대형 전선인 판옥선 24척, 중형 전선인 협선 15척, 소형 쾌속선인 포작선 46척으로 구성된 전라좌수영(全羅左水營)의 함대를 이끌고 음력 5월 4일(양력 6월 13일) 새벽에 여수항을 출발하여, 음력 5월 6일(양력 6월 15일) 아침에 당포 앞바다에서 원균의 경상우수영의 함대(판옥선 4척, 협선 2척)와 합류하였다. 전라좌수영과 경상우수영의 연함함대 91척의 총지휘는 이순신이 맡게 되었다.

### 옥포 전투
거제도 송미포에서 밤을 새우고 낙동강 하구의 가덕도로 항진하던 연합함대는 음력 5월 7일(양력 6월 16일) 정오 무렵에 척후장 김완이 옥포에 정박 중인 일본 수군 함선 30여 척을 발견하였다.
선봉장 이운룡을 선두로 돌격을 감행하며 맹렬한 화포 사격을 퍼붓자 기습을 당하고 전열을 갖추지 못한 일본 수군은 해안선을 따라 탈출을 시도했다. 조선 수군은 일본 수군의 퇴로를 봉쇄하고 총통과 화살로 무차별 공격을 퍼부으면서 일본 수군의 선단을 해안선 쪽으로 압박하였다. 일본 수군의 일부는 포위망을 뚫고 해상으로 탈출하였으나, 나머지는 배를 버리고 해안에 상륙하여 산 속으로 도주하였다.
일본 수군의 배 26척을 침몰시켰으며, 잡혀있던 포로들을 구해내었다.

### 합포 전투
같은 날 오후에는 합포 해전이 벌어졌다. 웅천현의 합포 앞바다에서 5척을 만나 이 또한 격파하였다.

### 적진포 전투
전투는 17일(음력 5월 8일)에도 계속되어 적진포 해전이 일어났다. 조선 수군은 적진포에서 왜선 13척을 침몰시켰으나, 전세가 불리하여 육지로 도망간 적들을 쫓지는 못하였다.
이때 조선 조정은 이미 한양에서 철수하여 평안도로 후퇴하고 있었다. 27일(음력 5월 18일)에는 도원수 김명원(金命元)이 임진강 방어에 실패하여 조선반도의 대부분은 왜군에 의하여 유린되고 있었다.

## 같이 보기
- 옥포대첩기념공원
- 이순신
- 원균

## 참고 자료
- 이 문서에는 다음커뮤니케이션(현 카카오)에서 GFDL 또는 CC-SA 라이선스로 배포한 글로벌 세계대백과사전의 "임진왜란" 항목을 기초로 작성된 글이 포함되어 있습니다.